# Janova Lehota
Janova Lehota este o comună slovacă, aflată în districtul Žiar nad Hronom din regiunea Banská Bystrica. Localitatea se află la altitudinea de 422 m deasupra n.m., se întinde pe o suprafață de 17,67 km2 și în 2017 număra 976 de locuitori.

## Istoric
Localitatea Janova Lehota este atestată documentar din 1487.

## Demografie
| An:                | 1994 | 2004   | 2014   | 2024   |
| ------------------ | ---- | ------ | ------ | ------ |
| Număr de persoane: | 826  | 863    | 927    | 917    |
| Diferență:         |      | +4,47% | +7,41% | −1,07% |

| An:                | 2023 | 2024   |
| ------------------ | ---- | ------ |
| Număr de persoane: | 905  | 917    |
| Diferență:         |      | +1,32% |